# Будапештский гамбит
Будапештский гамбит — дебют, начинающийся ходами: 
 1. d2-d4 Kg8-f6 
 2. c2-c4 e7-e5.
Относится к полузакрытым началам.

## История
Этот гамбит впервые встретился в партии М. Адлер — Г. Мароци в 1896 году в Будапеште. Впоследствии был подробно исследован венгерскими мастерами И. Абоньи, Ж. Барасом и Д. Брейером. Вначале имел большой практический успех, однако 2 победы А. А. Алехина в 1925 году надолго подорвали репутацию дебюта. В настоящее время Будапештский гамбит считается в той или иной степени достаточно корректным способом игры за чёрных, однако весьма рискованным. В играх гроссмейстеров на самом высоком уровне встречается редко.

## Варианты
- 3. d4:e5 — основное продолжение.
  - 3. …Kf6-g4
    - 4. Cc1-f4
      - 4. …g7-g5
      - 4. …Cf8-b4+ — главная линия, обещающая белым небольшой, но устойчивый перевес после 5.Kbd2.
      - 4. …Kb8-c6 5. Kg1-f3

    - 4. e2-e4 Kg4:e5 5. f2-f4 — продолжение, применявшееся Алехиным.
    - 4. Kg1-f3

  - 3. …Kf6-e4?! — см. гамбит Фаяровича; при точной игре ведёт к преимуществу белых.
- 3. e2-e3
- 3. g2-g3